# Бухнин, Филипп Петрович
Филипп Петрович Бухнин (1912—1995) — майор Советской Армии, участник Великой Отечественной войны, Герой Советского Союза (1945).

## Биография
Родился 25 ноября 1922 года в селе Подгорное Борисоглебского уезда (ныне — Уваровский район Тамбовской области) в семье крестьянина. Окончил восемь классов школы и школу фабрично-заводского ученичества, после чего работал слесарем на заводе в городе Котовск той же области. Окончил Тамбовский аэроклуб.
В 1940 году призван на службу в Рабоче-крестьянскую Красную Армию. В 1941 году окончил военную авиационную школу в Балашове и остался в ней лётчиком-инструктором. С мая 1943 года — на фронтах Великой Отечественной войны. Участвовал в боях на Брянском, Прибалтийском, 2-м Прибалтийском, 1-м и 2-м Белорусском фронтах. Принимал участие в Орловской, Брянской операциях, освобождении Витебской области Белорусской ССР, разгроме немецкой группировки войск в районе Невеля, Белорусской, Осовецкой, Млавско-Эльбингской, Восточно-Померанской операциях. К апрелю 1945 года был старшим лётчиком 783-го штурмового авиаполка 199-й штурмовой авиадивизии 4-го штурмового авиакорпуса 4-й воздушной армии 2-го Белорусского фронта.
К 11 апреля 1945 года совершил 98 боевых вылетов на штурмовку скоплений вражеской техники и живой силы, а также оборонительных укреплений, артиллерийских позиций, транспортных коммуникаций, а также сбил 1 вражеский самолёт.
Указом Президиума Верховного Совета СССР от 18 августа 1945 года за «отвагу и мужество, проявленные при нанесении штурмовых ударов по противнику» лейтенант Филипп Бухнин был удостоен звания Героя Советского Союза с вручением ордена Ленина и медали «Золотая Звезда» за номером 8208.
Принимал участие в Берлинской операции. К концу войны совершил уже 115 успешных боевых вылетов. После окончания войны продолжал службу в Группе советских войск в Германии. После расформирования 199-й штурмовой авиационной дивизии в 1947 году направлен в новый полк, дислоцировавшийся в Луцке.
В 1958 году в звании майора уволен в запас. Проживал в Тамбове, более 30 лет работал в отделе технического контроля местного завода «Электроприбор». Выйдя на пенсию, работал в музее того же завода. Умер 24 апреля 1995 года, похоронен на тамбовском Воздвиженском кладбище.
Был также награждён двумя орденами Красного Знамени, двумя орденами Отечественной войны 1-й степени, двумя орденами Красной Звезды, а также рядом медалей. Бюст Бухнина установлен в парке Победы в городе Уварово.